# Грайворонский, Владимир Викторович
Владимир Викторович Грайворонский (4 апреля 1937, РСФСР — 9 октября 2024, Россия, Москва) — советский и российский историк, дипломат. Доктор исторических наук.

## Биография
Родился 4 апреля 1937 года.
В 1960 году окончил МГИМО.
1960—1966 — переводчик монгольского языка Центральной комсомольской школы при ЦК ВЛКСМ
1966—1982 — младший научный сотрудник сектора Монголии Института востоковедения АН СССР
1982—1988 — второй, первый секретарь Посольства СССР в МНР
1988—1996 — старший научный сотрудник, заведующий сектором Монголии Института востоковедения АН СССР
1996—2000 — советник Посольства России в Монголии
2000—2024 — ведущий, главный научный сотрудник, заведующий сектором Монголии
Имеет около 130 статей и 9 монографий.
Скончался 9 октября 2024 года. 12 октября 2024 года похоронен на Троекуровском кладбище.

## Научные работы

### Монографии
- От кочевого образа жизни к оседлости (на опыте МНР). М., «Наука», 1979. 179 стр.
- Кооперированное аратство Монголии: изменения в уровне жизни (1960-1980 гг.). М., «Наука», 1982, 215 стр.
- Монголия: изменения в структуре семейных бюджетов сельского населения при переходе от социалистической модели развития к рыночной. М., 1996. 64 с.
- Современное аратство Монголии: социальные проблемы переходного периода (1980-1995 гг.). М., «Восточная литература», 1997. 184 стр.
- Реформы в социальной сфере современной Монголии. М., ИВ РАН. 2007. 253 стр.
- Изменения в уровне жизни населения Бурятии (Россия), Монголии и Внутренней Монголии (Китай) в конце ХХ – начале ХХI вв. Лос-Анжелес – Улан-Батор: Из-во «Агиймаа». 2014, Доп.тир. 2015. 284 стр.
- Монголия в начале ХХI в. (политика, экономика, общество). М.: ИВ РАН, 2017. 352стр. + илл.

### Статьи
- Грайворонский В.В. Модернизация железнодорожного транспорта в Монголии и роль российско-монгольского сотрудничества // Восточная аналитика. 2011. № 2. С. 123–130.
- Грайворонский В.В. Современная монгольская историография о Халхингольской войне, участии Монголии во Второй мировой войне и международном признании МНР // Восток. Афро-Азиатские общества: история и современность. 2011. № 5. С. 174–183.
- Грайворонский В.В. Концепция внешней политики Монголии // Проблемы Дальнего Востока. 2012. № 2. С. 56–69.
- Грайворонский В.В. К 100-летию со дня рождения Базарын Ширендыба (1912–2001) // Восток. Афро-Азиатские общества: история и современность. 2012. № 5. С. 201–203.
- Грайворонский В.В. Государственная политика Монголии в области монголоведения// Новые исследования Тувы. 2012. № 4 (16). С. 18–27.
- Грайворонский В.В. Монголоведение в Институте Востоковедения РАН: Современное состояние и проблемы // Мир Центральной Азии. Улан-Удэ: ИМБТ СО РАН, 2012. С. 10–12.
- Грайворонский В.В. О торгово-экономических отношениях между Россией и Монголией в первой четверти XX века // Россия и Монголия на рубеже XIX–XX веков: экономика, дипломатия, культура. Улан-Батор; Иркутск, 2013. С. 48–54.
- Graivoronsky V.V. Russian’s Role in the Exploration and Development of Natural Resources in Contemporary Mongolia // Inner Asia. 2014. Т. 16. № 2. С. 315–335.
- Грайворонский В.В. Кяхтинское соглашение 1915 года и современные отношения между Россией, Монголией и Китаем // Россия и Монголия в первой половине XX
- века: концептуальные вопросы российско-монгольских отношений (дипломатия, экономика, наука). Сборник научных трудов. Иркутск, 2015. С. 94–98.
- Грайворонский В.В. Стратегическое партнерство России // Азия и Африка сегодня. 2015. № 8 (697). С. 7–11.